# بانگ‌مرغ آبی کومور
بانگ‌مرغ آبی کومور یا بانگ‌مرغ آبی کومور (نام علمی: Cyanolanius comorensis) یک گونه پرنده از تیرهٔ بانگ‌مرغان (Vangidae) است. در کومور یافت می‌شود، جایی که زیستگاه طبیعی آن جنگل‌های نیمه‌گرمسیری یا استوایی خشک و جنگل‌های جلگه‌ای نمناک نیمه‌گرمسیری یا گرمسیری است.